# Calipteremaeus yaginumai
Calipteremaeus yaginumai är en kvalsterart som först beskrevs av Aoki 1977.  Calipteremaeus yaginumai ingår i släktet Calipteremaeus och familjen Plateremaeidae. Inga underarter finns listade.